# HIV/AIDS em Angola
Angola tem uma grande população infectada pelo HIV/AIDS, no entanto, apresenta uma das taxas de prevalência mais baixas na zona da África Austral. Espera-se que o estado da epidemia do HIV/AIDS em Angola mude num futuro próximo devido a várias formas de características comportamentais, culturais e económicas no país, tais como a falta de conhecimento e educação, os baixos níveis de utilização do preservativo, a frequência das relações sexuais e o número de parceiros sexuais, as disparidades econômicas e a migração. Há uma quantidade significativa de trabalho sendo feito em Angola para combater a epidemia, mas a maior parte da ajuda vem de fora do país.

## Prevalência
Enquanto o Programa Conjunto das Nações Unidas sobre HIV/AIDS (UNAIDS) estimou a prevalência em adultos no final de 2003 em 3,9%, estatísticas recentes do Ministério da Saúde de Angola e do Programa Nacional de Controle da AIDS demonstram uma prevalência de 2,8% entre mulheres grávidas que procuram cuidados pré-natais. Embora a taxa baixa pareça ser algo positivo, a prevalência poderá em breve imitar a rápida trajetória ascendente registada noutros países africanos.
Desde 2003, Angola tem avançado na diminuição da taxa de HIV/AIDS entre sua população. Ao final de 2016, estimava-se que 280.000 indivíduos conviviam com HIV/AIDS em Angola, resultando em uma taxa de prevalência aproximada de 2,2% entre adultos com idades entre 15 e 49 anos. Em 2016, o número de novas infecções entre pessoas de todas as idades apresentou uma redução em comparação aos anos anteriores, totalizando cerca de 25.000 casos. Contudo, em 2016, Angola registrou um número recorde de mortes relacionadas à AIDS, com um pico de cerca de 11.000 no final do ano.

### Por gênero
O HIV/AIDS é mais prevalente na população feminina de adultos com 15 anos ou mais, com cerca de 160.000 vivendo com a doença — uma prevalência de 2,2% da população feminina. Embora o HIV/AIDS seja menos prevalente nos homens, a doença ainda afeta cerca de 110.000 indivíduos que vivem com a doença — uma prevalência de 1,5% entre a população masculina em Angola. Essa prevalência pode ser parcialmente atribuída à falta de foco na educação das mulheres. Angola tem apenas seis anos de educação obrigatória, dos 6 aos 11 anos. Após esses seis anos, espera-se que muitas mulheres fiquem em casa e ajudem as suas famílias a sustentar a casa, mais do que se espera que os homens o façam devido ao preconceito de gênero.

## Teste e tratamento para HIV
Embora a prevalência do HIV/AIDS seja baixa em Angola em comparação aos países vizinhos, o diagnóstico e o tratamento da doença são uma das principais prioridades de saúde. Em 2016, aproximadamente 40% das pessoas vivendo com HIV/AIDS conheciam seu status. Das pessoas que conhecem seu estado sorológico, aproximadamente 62.000 estão em Terapia Antirretroviral (TARV), o que representa 22% da população total de pessoas vivendo com HIV/AIDS no país. Além disso, 45.000 de todos os indivíduos em TARV têm carga viral suprimida, o que é uma porcentagem significativa da população em TARV, mas representa apenas 16% das pessoas vivendo com HIV/AIDS em Angola. Um dos problemas internacionais que surgem depois que os indivíduos são colocados em TARV é a capacidade deles de permanecer no regime de tratamento. Isto também se verifica em Angola, uma vez que apenas 39% de todos os indivíduos que iniciaram o tratamento antirretroviral (TAR) continuaram a tomá-lo 12 meses após o início do tratamento.

## História
A guerra civil de 27 anos em Angola, que durou de 1975 a 2002, manteve a propagação do HIV num nível mínimo, devido ao fato de grandes áreas do país serem inacessíveis a pessoas infectadas com o vírus. Durante a guerra civil, indivíduos de países vizinhos como Zâmbia, Botsuana e Zimbábue (todos países com altas taxas de prevalência de HIV) também não foram autorizados a entrar no país, o que desempenhou um papel significativo no controle da disseminação do HIV. No entanto, desde o fim da guerra, as rotas de transporte entre os países e dentro do país foram reabertas e a comunicação entre os países vizinhos e Angola foi reaberta, proporcionando assim um maior potencial para a propagação do HIV/AIDS.
Em Angola, aproximadamente 70% da população é jovem, com menos de 24 anos. Uma pesquisa sobre conhecimento, atitudes e práticas (CAP) foi conduzida em 2003 com indivíduos de 14 a 24 anos. De acordo com este estudo, cerca de 43% dos jovens entrevistados já faziam sexo aos 15 anos. Em Angola, a prevalência de sexo em idades tão precoces contribui para que o país tenha uma das taxas mais altas do mundo. Além das elevadas taxas de atividade sexual em idades precoces, Angola enfrenta desafios significativos, como a escassez de acesso a preservativos, a falta de cuidados de saúde adequados, uma alta incidência de infecções sexualmente transmissíveis e um elevado número de pessoas envolvidas no trabalho sexual comercial. Estas são algumas das maiores barreiras a ultrapassar no que diz respeito à prevenção do HIV em Angola e são todas condições que deixam o país propício a um pico de HIV.
O HIV em Angola é transmitido principalmente por meio de relações sexuais heterossexuais com múltiplos parceiros, com uma proporção entre homens e mulheres de 0,8:1, indicando que as mulheres têm mais probabilidade de serem infectadas do que os homens. No entanto, as taxas de prevalência do HIV entre homens que têm relações sexuais com homens são superiores à média nacional. As agulhas contaminadas, os dispositivos médicos e as transfusões de sangue são os segundos maiores propagadores do HIV/AIDS, embora sejam necessárias mais investigações específicas nesta área.

## Resposta nacional
O HIV não é o único problema que Angola enfrenta, pois o país também enfrenta problemas econômicos, sociais e políticos extremos. Aproximadamente 68% da população vive na pobreza, e 26% dos que vivem na pobreza vivem em extrema pobreza. Apesar dos problemas mencionados anteriormente que Angola enfrenta, o governo angolano tem feito esforços significativos para trabalhar dentro do país, bem como com doadores e fundações internacionais, para combater a epidemia de HIV/AIDS. Todos estes esforços foram envidados com o objetivo de levar métodos de prevenção do HIV/AIDS ao público.
O Programa Nacional de Luta contra a AIDS (PNLS) foi criado no âmbito do Ministério da Saúde em 1987. Este programa foi criado para servir como uma forma de lutar contra a epidemia de HIV/AIDS como nação. A maior parte do financiamento deste programa provém de doações externas para ajudar o país.
A Comissão Nacional de AIDS foi criada em 2002 para trabalhar em prol de uma melhor atenção governamental de alto nível à epidemia de HIV/AIDS. A estratégia de desenvolvimento resultante da criação desta comissão exigiu uma atenção especial a uma pletora de populações vulneráveis em Angola: trabalhadores do sexo, camionistas, mineiros, militares, jovens, crianças de rua, mulheres grávidas, pessoas deslocadas, refugiados e populações reassentadas, prisioneiros, utilizadores de drogas injetáveis, receptores de transfusões de sangue, curandeiros tradicionais, parteiras tradicionais, profissionais de saúde e crianças que vivem com ou são afetadas pelo HIV/AIDS.
Em junho de 2004, a Assembleia Nacional Angolana aprovou uma lei abrangente sobre HIV/AIDS com o propósito de "proteger e promover a saúde integral por meio da adoção de medidas necessárias para prevenir, controlar, tratar e investigar o HIV/AIDS". A lei foi promulgada em um esforço para proteger os direitos dos indivíduos que vivem em Angola e vivem com HIV/AIDS. As proteções resultantes desta lei incluem o direito ao emprego, à assistência médica pública gratuita e à confidencialidade no sistema de saúde do país.
Angola desenvolveu diretrizes nacionais para fornecer cuidados integrados a pessoas vivendo com HIV/AIDS. No entanto, os mecanismos de distribuição de medicamentos anti-retrovirais precisam de ser implementados fora de Luanda, um problema que se verifica em várias nações de África e do mundo que lidam com esta epidemia.
Até agora, a baixa prevalência do HIV em Angola não teve um impacto severo na produtividade econômica do país; no entanto, se a disseminação do HIV continuar, é provável que a epidemia seja particularmente devastadora para os setores agrícola, de transporte, mineração e educação. O medo do HIV/AIDS em Angola está presente em todos os aspectos da vida, conduzindo frequentemente a estigmas que rodeiam também as pessoas com HIV/AIDS.

## Resposta internacional e esforços de ajuda
Os Estados Unidos começaram a ajudar Angola em 2001 com o programa AIDSMark, criado pela Agência dos Estados Unidos para o Desenvolvimento Internacional (USAID), cujo objetivo era reduzir a transmissão do HIV, bem como a transmissão de outras doenças e infecções sexualmente transmissíveis. O programa buscou fazer isso principalmente promovendo o uso de preservativos em algumas das populações altamente vulneráveis descritas acima. Desde o seu início, o programa também adotou outros métodos de prevenção, como aconselhamento, distribuição de preservativos, redes sociais e prevenção da transmissão de mãe para filho. Este programa foi implementado para apoiar todas as 18 províncias de Angola.
Outra maneira pela qual os Estados Unidos ajudam a apoiar Angola na luta contra o HIV/AIDS é por meio do Plano de Emergência do Presidente para o Alívio da AIDS (PEPFAR). Trabalhando em conjunto com autoridades em Angola, o PEPFAR fornece assistência para maximizar a cobertura e o impacto da resposta nacional ao HIV/AIDS em áreas de alto risco de Angola. O PEPFAR também trabalha com o governo angolano para garantir investimentos que garantam que a prevenção do HIV/AIDS seja instituída nos sistemas de serviços sociais e de saúde necessários no país. Em 2016, o PEPFAR ajudou a salvar a vida de mais de 20 000 pessoas, proporcionando acesso à TAR e efetuando o rastreio do HIV a mais de 75 000 pessoas através de vários métodos de testagem.

## Estigma
Devido ao grande medo que cerca a epidemia de HIV/AIDS em Angola, muitas pessoas que vivem com HIV/AIDS são altamente estigmatizadas pelo público. O resultado de uma pesquisa que perguntou se indivíduos comprariam comida de alguém que eles sabiam que era HIV positivo mostrou que 51% das pessoas entrevistadas não comprariam comida dessa pessoa. Esforços legais feitos pelo governo ajudaram a combater a discriminação contra aqueles que vivem com HIV/AIDS, mas não acabaram com o problema, um tema comum visto no mundo todo. Além disso, em resposta ao estigma que rodeia esta epidemia no país, foram iniciadas em Angola muitas campanhas de advocacia e sensibilização para o HIV/AIDS, para ajudar a combater o estigma duradouro que rodeia esta doença.